# Bahlingen am Kaiserstuhl

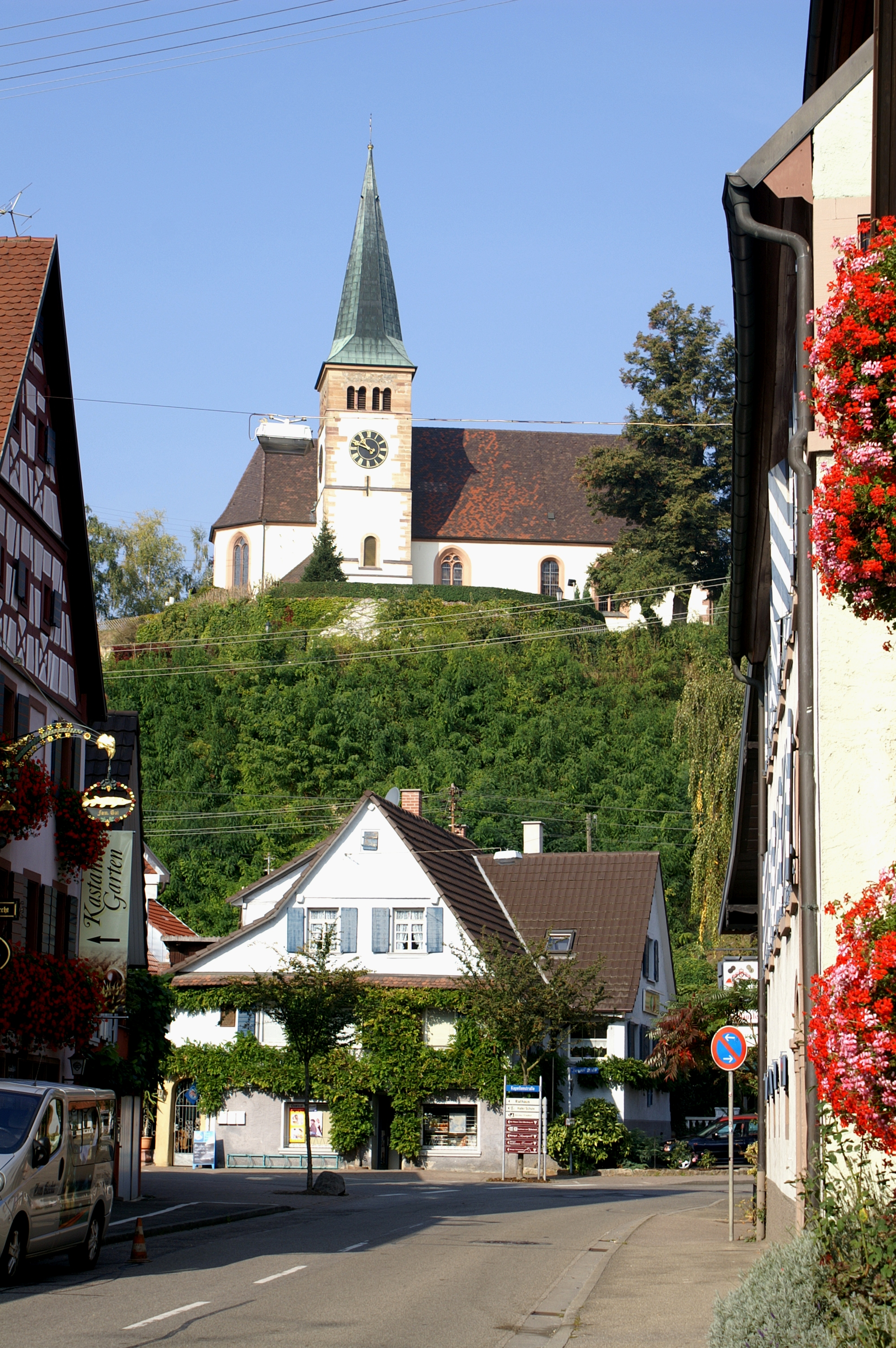
Bahlingen mit Bergkirche

Bahlingen am Kaiserstuhl ist eine Gemeinde im baden-württembergischen Landkreis Emmendingen in Deutschland.

## Geografie

### Lage
Bahlingen liegt am Nordostrand des Mittelgebirges Kaiserstuhl an der Alten Dreisam und befindet sich etwa 20 km nordnordwestlich von Freiburg im Breisgau.

### Nachbargemeinden
Nachbargemeinden von Bahlingen sind Endingen am Kaiserstuhl, Riegel am Kaiserstuhl und Teningen mit Nimburg im Landkreis Emmendingen sowie Eichstetten und Vogtsburg im Kaiserstuhl im Landkreis Breisgau-Hochschwarzwald.

### Gemeindegliederung
Zur Gemeinde gehören das Dorf Bahlingen und der Wohnplatz Silberbrunnen.

## Geschichte

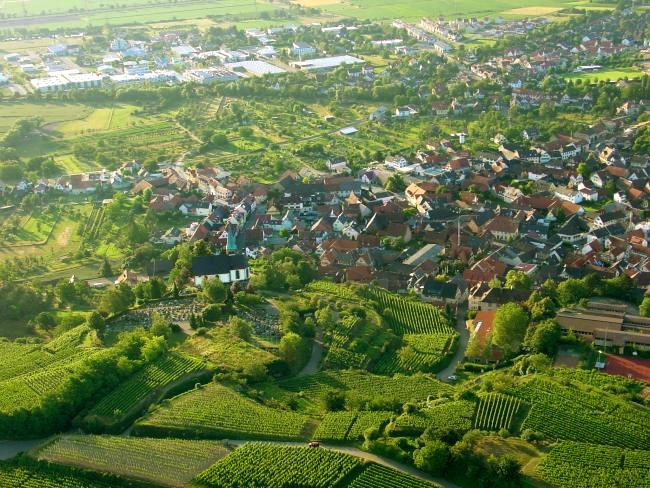
Luftbild von Bahlingen

Der Ortsname leitet sich vermutlich von „Baldinga“ ab, was etwa „bei den Leuten des Baldo“ bedeutet.
Die erste urkundliche Erwähnung des Orts stammt aus dem Jahr 762. Als alemannische Sippensiedlung ist der Ort aber wohl schon im 3. bis 5. Jahrhundert entstanden. Seit 1415 gehörte Bahlingen zur Markgrafschaft Baden und wurde somit in der Reformation protestantisch. Im Dreißigjährigen Krieg und noch einmal in den Kriegen Ludwigs XIV. wurde der Ort fast völlig zerstört. Die beiden Weltkriege überstand der Ort weitgehend unbeschädigt.
Zwischen 1770 und 1776 war Bahlingen neben Teningen und Dietlingen eines der Musterdörfer in der Markgrafschaft Baden, in dem das ökonomische System des Physiokratismus eingeführt wurde. Es war der weltweit einzig bekannte Versuch einer praktischen Erprobung dieser Wirtschaftstheorie, zu dessen Anhängern in Deutschland der Nationalökonom Johann August Schlettwein gehörte, der Markgraf Karl Friedrich von diesem System überzeugt haben soll. Die zentrale These des Physiokratismus, der in Frankreich entworfen wurde, lautet, dass die Landwirtschaft die einzige Quelle des Reichtums sei und die Wertschöpfung nur in diesem Wirtschaftssektor erfolge. In Dietlingen begann der Versuch 1770 und wurde nach einer Modifikation (1795) im Jahre 1801 definitiv abgebrochen. In Bahlingen und Teningen begann der Versuch, bei dem unter anderem die sogenannte „Einsteuer“ (impôt unique) eingeführt wurde, 1771 und wurde bereits 1776 wieder beendet.
Am 1. September 1996 erhielt die Gemeinde offiziell den Zusatz am Kaiserstuhl.

### Klima
|                        | Jan  | Feb  | Mär  | Apr  | Mai  | Jun  | Jul  | Aug  | Sep  | Okt  | Nov  | Dez |   |      |
| Mittl. Temperatur (°C) | 3,4  | 4,8  | 6,9  | 10,5 | 14,7 | 19,2 | 21,1 | 20,0 | 15,5 | 10,7 | 6,4  | 4,1 | ⌀ | 11,5 |
| Mittl. Tagesmax. (°C)  | 6,2  | 8,1  | 12,8 | 17,0 | 20,7 | 25,4 | 27,5 | 26,4 | 22,6 | 16,3 | 10,7 | 7,9 | ⌀ | 16,8 |
| Mittl. Tagesmin. (°C)  | −1,1 | −0,4 | 1,3  | 3,7  | 8,4  | 12,9 | 13,8 | 13,0 | 9,2  | 5,6  | 2,1  | 0,3 | ⌀ | 5,8  |
|                        |      |      |      |      |      |      |      |      |      |      |      |     |   |      |
| Niederschlag (mm)      | 63   | 44   | 43   | 69   | 119  | 93   | 47   | 73   | 52   | 47   | 55   | 44  | Σ | 749  |
|                        |      |      |      |      |      |      |      |      |      |      |      |     |   |      |
| Sonnenstunden (h/d)    | 2,7  | 3,5  | 4,0  | 5,8  | 6,5  | 8,4  | 7,8  | 7,2  | 5,7  | 3,8  | 2,4  | 2,0 | ⌀ | 5    |
|                        |      |      |      |      |      |      |      |      |      |      |      |     |   |      |
| Regentage (d)          | 17   | 13   | 14   | 13   | 15   | 14   | 12   | 13   | 11   | 12   | 13   | 14  | Σ | 161  |

| −1,1 |

| −0,4 |

| 1,3 |

| 3,7 |

| 8,4 |

| 12,9 |

| 13,8 |

| 13,0 |

| 9,2 |

| 5,6 |

| 2,1 |

| 0,3 |

| −1,1 |

| −0,4 |

| 1,3 |

| 3,7 |

| 8,4 |

| 12,9 |

| 13,8 |

| 13,0 |

| 9,2 |

| 5,6 |

| 2,1 |

| 0,3 |

Die Stadt liegt in einer der wärmsten Gegenden Deutschlands, am Kaiserstuhl. Das mediterrane Klima zeigt sich in der Qualität der angebauten Weine.

## Politik

### Gemeinderat
Die Kommunalwahl am 9. Juni 2024 führte zu folgendem Ergebnis:
| Partei / Liste            | Stimmenanteil | Sitze  |
| CDU                       | 30,3 %        | 4      |
| Freie Aktive Bürger (FAB) | 21,4 %        | 3      |
| Neue Liste (NL)           | 28,7 %        | 4      |
| Junge Liste               | 11,7 %        | 2      |
| Bündnis 90/Die Grünen     | 7,8 %         | 1      |
| Wahlbeteiligung           | 71,7 %        | 71,7 % |

Ergebnisse früherer Wahlen
| Partei / Liste            | Ergebnis 2019   | Ergebnis 2014   | Ergebnis 2009   |
| CDU                       | 34,0 %, 5 Sitze | 30,5 %, 4 Sitze | 34,5 %, 6 Sitze |
| Freie Aktive Bürger (FAB) | 46,5 %, 6 Sitze | 42,2 %, 6 Sitze | 43,7 %, 5 Sitze |
| Neue Liste (NL)           | 19,5 %, 3 Sitze | 27,3 %, 4 Sitze | 21,8 %, 3 Sitze |
| Wahlbeteiligung           | 68,4 %          | 57,4 %          | 58,5 %          |

### Bürgermeister
Bürgermeister in Bahlingen ist Harald Lotis (CDU). Das erste Mal wurde er 2002 zum Bürgermeister von Bahlingen gewählt. Bei der Bürgermeisterwahl 2018 setzte er sich mit 63,3 Prozent gegen drei weitere Bewerber durch und wurde damit für eine dritte Amtszeit bestätigt. Die Wahlbeteiligung lag bei 63,3 Prozent. Die drei anderen Kandidaten erhielten 14,0 Prozent, 13,7 Prozent und 0,5 Prozent der Stimmen.

### Verwaltungsverband
Bahlingen gehört dem Gemeindeverwaltungsverband „Nördlicher Kaiserstuhl“ mit Sitz in Endingen an; weitere Mitgliedsgemeinden sind die Stadt Endingen und die Gemeinden Forchheim (Kaiserstuhl), Riegel, Sasbach am Kaiserstuhl und Wyhl am Kaiserstuhl.

### Wappen
Blasonierung: „In gespaltenem Schild vorn in Gold ein roter Schrägbalken, hinten in Blau ein silbernes Winzermesser mit schwarzem Griff über einer gestürzten silbernen Pflugschar.“
Der Ort gehörte seit dem 14. Jh. zur Markgrafschaft Hachberg, die 1415 an die Markgrafen von Baden verkauft wurde. Weinbau wird hier seit alters her betrieben. 1482 wurde eine Verkaufsurkunde mit dem Bahlinger Gerichtssiegel versehen, das im halbrunden, gespaltenen Schild vorn den badischen Schrägbalken, hinten ein nach rechts auswärts gekehrtes Rebmesser zeigt. Dieses Siegel wurde bis zur Beschaffung eines neuen Siegels im Jahre 1665 benutzt, der ebenso wie ein zwischen der zweiten Hälfte des 18. und dem ersten Viertel des 19. Jh. verwendeter Stempel bereits mit dem bis heute beibehaltenen Wappen versehen ist. Die Wappenfarben wurden nach dem Vorschlag des Generallandesarchivs von 1906 von der Gemeinde im Jahre 1913 festgelegt.

### Städtepartnerschaften
Bahlingen unterhält seit 1996 Partnerschaften nach Frankreich. Mit den Gemeinden Bischwihr, Holtzwihr, Riedwihr und Wickerschwihr im benachbarten Elsass fühlt man sich seit dieser Zeit verbunden. Es finden immer wieder regelmäßige Besuche und gemeinsame Veranstaltungen statt.

## Wirtschaft und Infrastruktur
Bahlingen war lange Zeit durch die Landwirtschaft und den Weinbau geprägt. In den letzten 100 Jahren erlebte der Ort einen Modernisierungsschub. Bahlingen wurde 1896 durch die Kaiserstuhlbahn an das Eisenbahnnetz (in Riegel an die Rheintalbahn) angeschlossen; in den folgenden Jahren wurde die Infrastruktur stetig ausgebaut. 1967 entstand ein neues Schulhaus, 1984 wurde die Silberberghalle fertiggestellt. Seit den 1970er Jahren haben sich zunehmend Industrie, Handel und Gewerbe niedergelassen, die heute etwa 1000 Arbeitsplätze bieten. Ein Schwerpunkt liegt hier im Bereich Werkzeugbau und Formenbau, auch international agierende Unternehmen wie die Otto Männer Holding AG sind vertreten. Zudem wurden zahlreiche neue Gewerbe- und Wohngebiete erschlossen.

### Weinbau
Der Weinbau am Kaiserstuhl reicht bis zu den Römern zurück. Derzeit werden in Bahlingen etwa 280 Hektar bewirtschaftet. Die Weintrauben werden durch Weingüter sowie die Genossenschaft „Die Winzer vom Silberberg“ angebaut und vermarktet. Die in Bahlingen angebauten Rebsorten sind Müller-Thurgau, Spätburgunder, Weißburgunder und Ruländer.
Die Winzergenossenschaft Bahlingen übertrug am 19. Dezember 1962 die Verarbeitung der Ernte im Werklohnverhältnis auf die Zentralkellerei Badischer Winzergenossenschaften in Breisach. Die Bahlinger Winzergenossenschaft hat rund 450 Mitglieder, die Weintrauben auf 140 Hektar Fläche anbauen.

### Verkehr
Bahlingen am Kaiserstuhl liegt an der Kaiserstuhlbahn. Diese wurde im Jahr 2019 elektrifiziert und an die Breisgau-S-Bahn angeschlossen. Über Gottenheim besteht Anschluss nach Freiburg und Breisach.
Der Kaiserstuhlradweg verbindet Bahlingen parallel zur Kaiserstuhlbahn nach Norden mit Riegel und parallel zur L 116 mit Eichstetten. Der Breisgauradweg führt entlang der Kaiserstuhlbahn nach Südosten bis Nimburg und weiter nach Reute. Entlang der Kreisstraße über die A 5 ist Bahlingen mit Teningen und weiter mit der Kreisstadt Emmendingen verbunden. Über den Kaiserstuhl führt ein Radweg nach Nordwesten in die Nachbargemeinde Endingen bzw. nach Westen nach Vogtsburg.
Über den Autobahnanschluss der Bundesautobahn 5, Abfahrt 59 (Riegel) aus Karlsruhe oder von der Abfahrt 60 (Teningen) aus Basel kommend, erreicht man Bahlingen jeweils nach rund 5 Kilometern auf gut ausgebauten Land- und Kreisstraßen. Die Kreisstadt Emmendingen ist ca. 10 km entfernt, Freiburg im Breisgau ca. 18 km, Straßburg in Frankreich ca. 70 km und Basel in der Schweiz ca. 90 km.
Die gute Verkehrsanbindung hat zur Ansiedlung vieler namhafter Unternehmen im neu geschaffenen Gewerbegebiet am östlichen Ortseingang geführt. Auch wohnen hier viele Pendler, die täglich zur Arbeit in die nahe gelegenen Städte und Gemeinden fahren. Hierzu nutzen sie häufig die öffentlichen Verkehrsmittel wie die Kaiserstuhlbahn oder Busse, aber auch mit dem Fahrrad sind viele Ziele schnell erreichbar.

## Kultur und Sehenswürdigkeiten

### Bauwerke

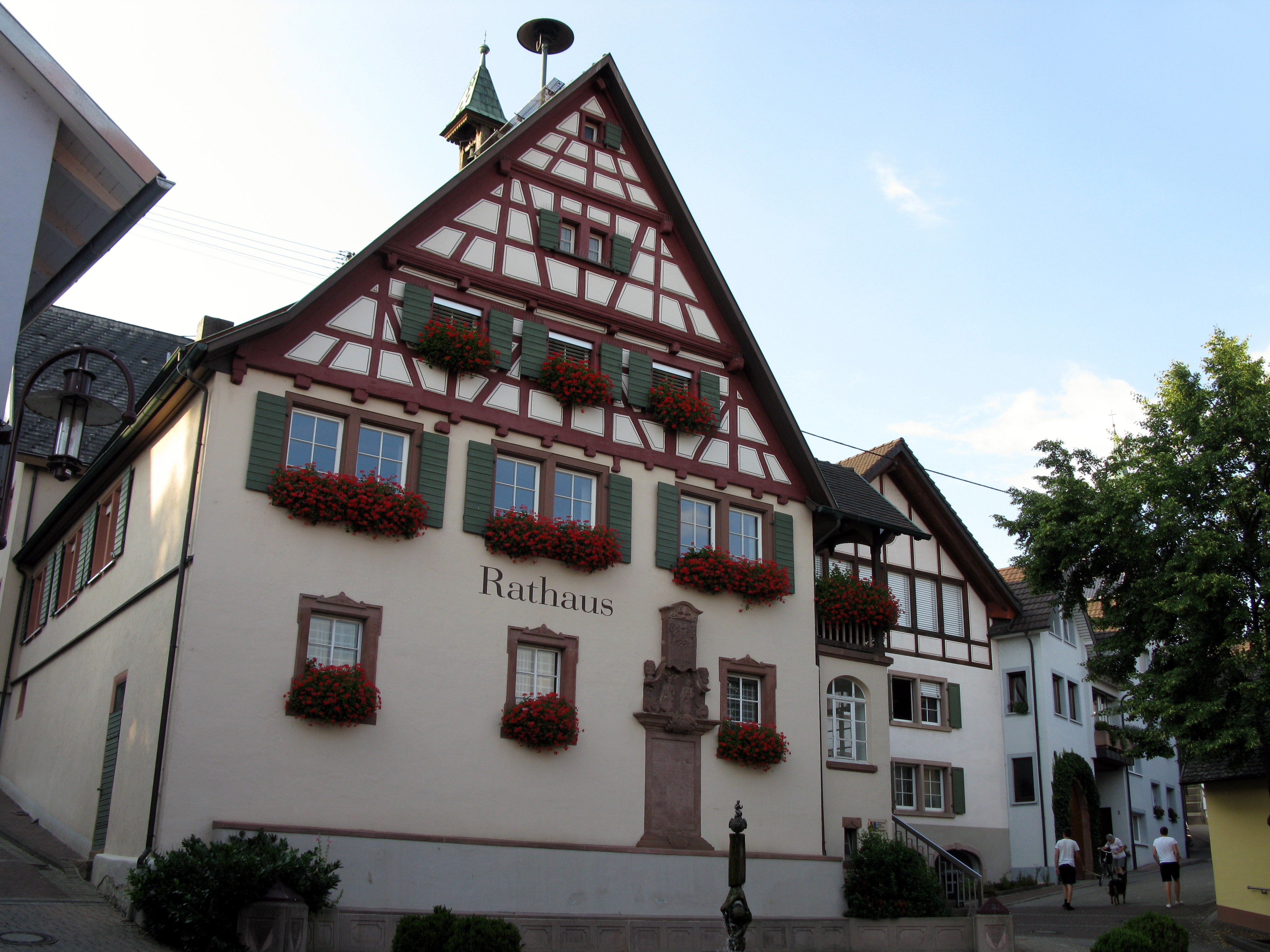
Das Rathaus

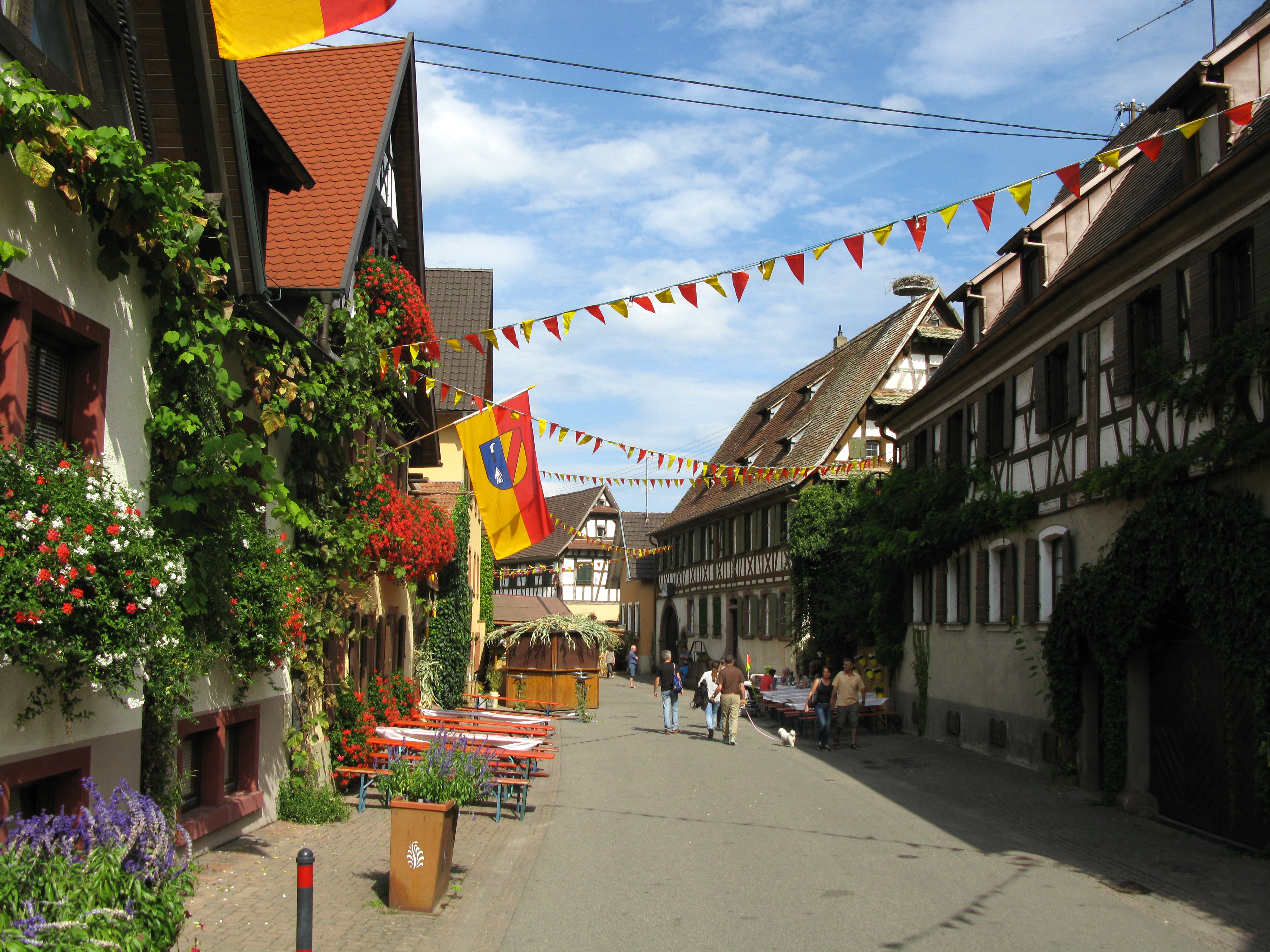
Bahlingen zum Hoselipsfest

- Die Bergkirche mit Glasfenstern von Valentin Peter Feuerstein überragt an prominenter Stelle das Dorf.
- Das Rathaus mit reichem Fachwerk stammt aus dem 17. Jahrhundert.
- Einige historische Fachwerkhäuser prägen das Ortsbild.

### Sport
Die 1. Fußball-Mannschaft des Bahlinger SC spielt in der Saison 2023/24 in der Regionalliga Südwest, der vierthöchsten Spielklasse im Fußball. Die Heimspiele werden im Kaiserstuhlstadion ausgetragen, das eine Kapazität von 4.000 Plätzen besitzt.

### Regelmäßige Veranstaltungen
- Hoselipsfest – alle zwei Jahre, erstmals im Jahr 1977 findet in Bahlingen das Hoselipfest statt. Der Name Hoselips rührt von einer kleinen Holzfigur, die seit je den Bahlinger Winzern Glück bringt.
- Kaiserstuhl-Cup – Ein jährlich veranstaltetes Fußballturnier mit einer Mischung je eines internationalen und nationalen Fußballteams mit einem regionalen Team (beispielsweise FC Emmendingen, TSG Hoffenheim, FC Teningen) sowie dem Team des Bahlinger SC. Für Bahlinger Fußballfans ist es das Sportevent des Jahres.
- Pfingstmontag – alljährliches Mühlenfest zum Deutschen Mühlentag in der „Adler Mühle“.

## Persönlichkeiten

### Söhne und Töchter der Gemeinde
- Karl Alfred von Zittel (1839–1904), Geologe und Päläontologe
- August Hässig (1883–1960), Politiker

### Mit der Gemeinde verbunden
- Michael Schwarze (* 1939) arbeitet als freier Bildhauer seit 1989 in Bahlingen.
- Jan Männer (1982–2022), Fußballspieler